# Chorleitung
Chorleitung ist die Führung eines Chores, insbesondere das Dirigieren bei Chorproben und bei Aufführungen. Sie umfasst in der Regel zusätzliche Aufgaben, die der musikalischen Arbeit zugutekommen, z. B. die stimmliche und musikalische Ausbildung der Chorsänger, die Auswahl der aufzuführenden Stücke, das Organisieren von Konzerten und anderes. Wenn der pädagogische Aspekt der Chorleitung hervorgehoben werden soll, wird sie auch als Chorpädagogik bezeichnet.

## Geschichte
Chöre im heutigen Sinne, also regulär mit mehreren Singenden pro Stimme besetzte Gesangsgruppen, gibt es nicht sehr viel länger als seit 1700. So ist zum Beispiel die Besetzungsstärke des Johann Sebastian Bach zur Verfügung stehenden Chores bis heute umstritten – einige Wissenschaftler vertreten die Ansicht, dass dieser in vielen Fällen aus einem Solistenquartett bestand. In der noch früheren Kunstmusik von Renaissance und Frühbarock geht man davon aus, dass sie in aller Regel solistisch besetzt aufgeführt wurde, also keine „Chormusik“ im heutigen Sinne darstellt.
Trotzdem wurde bereits im Mittelalter chorisch musiziert, nämlich in den klösterlichen Responsoriengesängen. Dabei hatte der vor- und selbst mitsingende Kantor den anderen Mönchen den Verlauf des Gesangs mit der Hand anzuzeigen. Die schriftliche Aufzeichnung für solche „Winke“ führte zum Vorläufer unserer Notenschrift, den Neumen.
In Gesangs- oder gemischten Ensembles musizierte in Renaissance, Barock und Wiener Klassik in der Regel die leitende Person selbst mit, analog zur Rolle des Dirigenten in jenen Zeiten. Die als „Chöre“ bezeichneten Klangkörper bestanden hauptsächlich im Rahmen öffentlich-kirchlicher Einrichtungen (z. B. Lateinschulen) und wurden von Kirchenmusikern neben ihren weiteren Verpflichtungen geleitet; die Probenleitung wurde aber auch häufig von geeigneten Chormitgliedern, den so genannten Präfekten, übernommen.
Mit der Entwicklung des Chorwesens hin zu zahlreich und mit Laien besetzten Chören zu Beginn des 19. Jahrhunderts nahm die Bedeutung des spezialisierten Chorleiters zu. Die Entwicklung gipfelte in der Mitte des 20. Jahrhunderts in einem professionellen Berufsbild mit eigens entwickelter Literatur (z. B. Kurt Thomas: Lehrbuch der Chorleitung, 3 Bände; Martin Behrmann: Chorleitung) und entsprechenden Ausbildungsmöglichkeiten an Hochschulen und Universitäten.

## Aufgaben
Die Aufgaben der Chorleitung lassen sich in mehrere Teilbereiche aufgliedern, die allerdings nicht zwingend von ein und derselben Person ausgeführt werden müssen und je nach Art und Ambitionen des Chores unterschiedlich gewichtet ausfallen.
- musikalische Leitung / Dirigat
- Durchführung der regelmäßigen Probenarbeit (Didaktik, Methodik)
- Durchführung von Stimmgruppenproben
- Korrepetition (Begleitung/Unterstützung der Chorproben am Klavier)
- chorische Stimmbildung, Einzelstimmbildung
- inhaltliche Fragen (Literaturauswahl)
- organisatorische Belange (Probentermine, Werbung, Konzerte, Konzertreisen, Treffen, Sängertage usw.)
- Nachwuchsarbeit (Kinderchor, Vorchor)
- beratende Betreuung in Konfliktsituationen unter Chormitgliedern (sowie Steuerung)
- Orchesterleitung im Rahmen von Oratorien und anderen chorsinfonischen Werken (oft mit Kammerorchester)

## Ausbildung

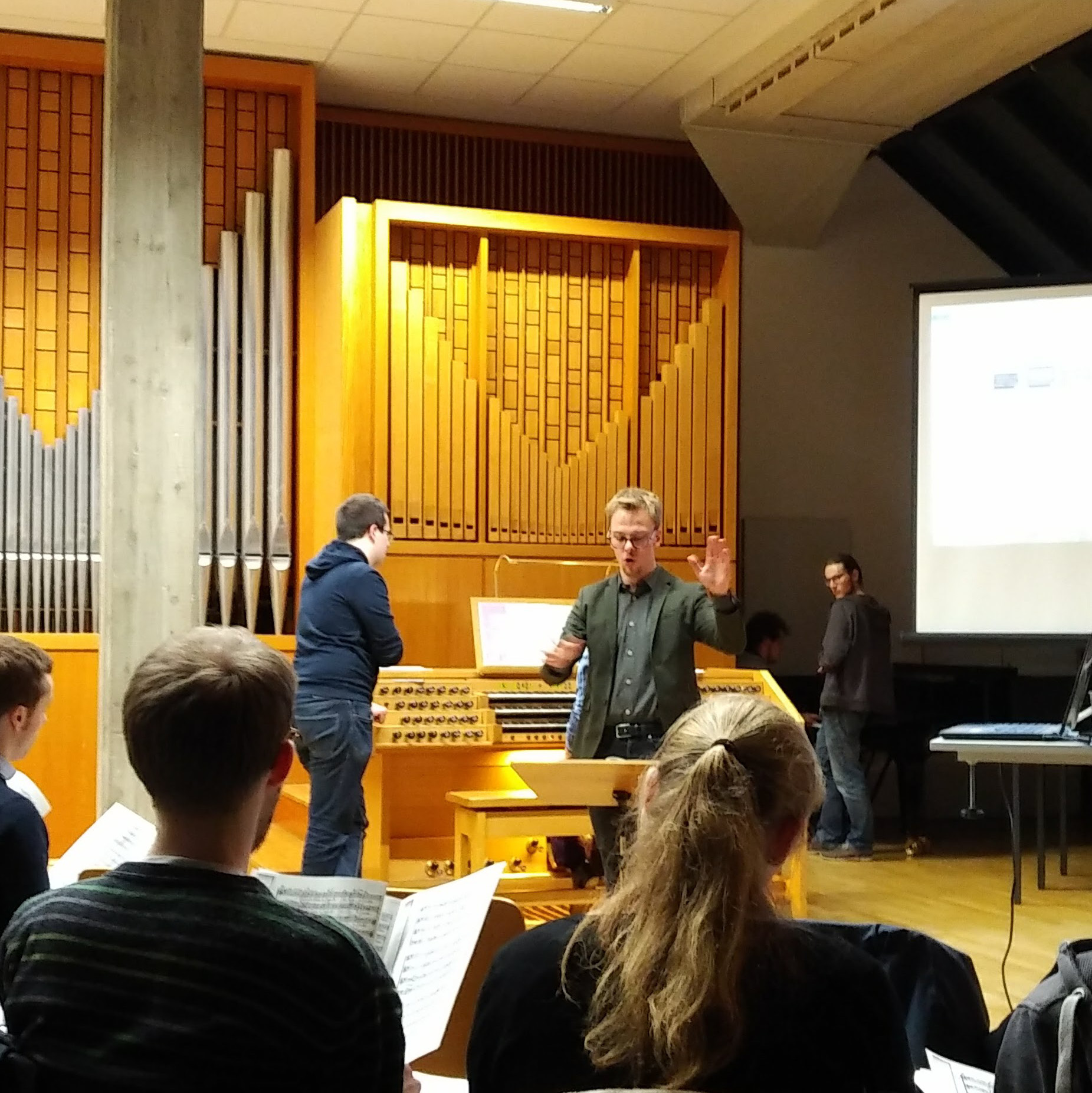
Übungsdirigat an der Musikhochschule Köln

Heute gehört die Chor- bzw. Ensembleleitung bei professionellen Kirchen- und Schulmusikern traditionell zu den Hauptfächern des Musikstudiums. Man kann aber an einigen Musikhochschulen Chorleitung auch als alleiniges Fach studieren; dieses ist aufgrund der sehr eingeschränkten Berufsaussichten eher die Seltenheit. Neben der eigentlichen Chorleitung selbst (welche auch die Fächer Gesang, Stimmbildung, Korrepetition, Partiturspiel sowie Musiktheorie umfasst) können die Beherrschung von möglichst mehreren Instrumenten (insbesondere der Orchesterinstrumente) sowie Kenntnisse in der Komposition von praktischem Vorteil sein.
Im Laienbereich werden verschiedene Ausbildungswege angeboten, um sich im Nebenberuf oder auf ehrenamtlicher Basis für eine Chorleitertätigkeit zu qualifizieren, ohne ein (Vollzeit-)Studium an einer Musikhochschule (zum A-Chorleiter) durchführen zu müssen. Im außerkirchlichen Bereich bieten häufig Landesmusikräte D- (Chorhelfer) und C-Chorleiter-Ausbildungen auf Landesebene an, letztere meist mit einer Laufzeit von zwei Jahren. Chorverbände bieten ebenfalls Kurse an. Darüber hinaus existieren auf Bundesebene weitere Qualifizierungsmöglichkeiten wie die zweijährigen Lehrgänge Chorleitung B oder Jazz- und Popchorleitung Stufe B an der Bundesakademie für kulturelle Bildung in Wolfenbüttel.
Angehenden Kirchenmusikern bieten Kirchen D- und C-Kirchenmusiker-Lehrgänge an, die in der Regel auch Ensembleleitungsaspekte wie Bläserchorleitung und Orgelspiel umfassen.

## Anstellungsmodelle
Speziell ausgebildete Chorleiter können nur zur Führung eines Chores fest angestellt sein; dies ist jedoch die Ausnahme. Häufigster Fall ist in Deutschland die Chorleitung von Kirchenchören und Kantoreien durch den Kantor oder Kirchenmusiker, der neben anderen Aufgaben innerhalb einer Kirchengemeinde auch für die Leitung von Chören bzw. Instrumentalensembles verantwortlich ist. Weit verbreitet ist auch die Chorleitungstätigkeit durch Schulmusiker, die sehr oft über den schulischen Rahmen hinausgeht.
Die Funktion eines Chorleiters kann aber grundsätzlich auch freiberuflich ausgeübt werden: Es ist nicht unüblich, dass ein Chorleiter bei mehreren Ensembles oder Chören unter Vertrag steht und sich sein Einkommen dann aus den Einkünften aus diversen Chorleitungen, Musikunterricht und anderen Tätigkeiten zusammensetzt. Kritisch sind in solcher Konstellation im Laien-Bereich regelmäßig zeitliche Überschneidungen der Auftritte mehrerer Chöre besonders in der Advents- und Vorsommerzeit, da diese vor allem am Wochenende stattfinden. Im professionellen Musikbetrieb mit entsprechend hohem künstlerischen Anspruch (ähnlich wie bei renommierten Dirigenten oder Gesangssolisten) sind die Honorare aber auch entsprechend hoch, um mit relativ wenigen Auftritten den Lebensunterhalt sichern zu können.
Den größten Anteil an Chorleitern in Deutschland stellen allerdings die nebenberuflich und zum Teil auch ehrenamtlich tätigen Chorleiter, die diese Funktion gleichsam als „Hobby“ neben einem Hauptberuf ausüben.

## Probleme
Viele traditionelle Gesangsvereine, Kirchenchöre und Kantoreien haben Nachwuchssorgen. Die Gründe sind vielfältig. Ein Grund ist sicherlich die steigende Zahl der Freizeitangebote für Heranwachsende und Jugendliche. Forscher führen die eingeschränkte Attraktivität von Chören bei jüngeren Menschen auf die allgemeine Reduktion singender Aktivitäten im Alltag zurück. Andere Gründe können in der allgemeinen Überalterung unserer Gesellschaft sowie der fehlenden Nachwuchsarbeit (Kinderchöre) der letzten Jahrzehnte gesehen werden.
Aber auch unter den Chorleitern besteht eine gewisse Diskrepanz:
Während sich professionelle – vor allem unter künstlerischen Gesichtspunkten geprägte – Chorleiter über die schlechte Allgemeinsituation beklagen, besteht momentan ein sehr großer Bedarf an qualifizierten Chorleitern im Nebenamt, vor allem im Bereich der Popularmusik.

## Bezeichnungen für Chorleiter
Für die Position des Chorleiters hat sich keine ganz einheitliche Benennung herausgebildet. Neben der weitverbreiteten Bezeichnung Chorleiter finden sich – besonders historisch –, auch die Varianten Chordirigent oder Chormeister. Auch die Bezeichnung Kapellmeister ist verbreitet, besonders wenn die Position in einer Person die Leitung vokaler und instrumentaler Ensembles vereint.
Für den Chorleiter katholischer Chöre finden auch die Bezeichnungen Chorregent oder Regens Chori Gebrauch, in Österreich und innerhalb des Sprachraums der ehemaligen Donaumonarchie Österreich-Ungarn auch Regenschori geschrieben (regens Partizip zu lat. regere, „leiten“; chori Genitiv zu lat. chorus, „Chor“). Leiter von Chören an Kathedralen tragen auch oft den Titel Domkapellmeister.
Chorleiter evangelischer Kirchenchöre tragen oft den Titel Kantor oder auch Kirchenmusikdirektor. Allerdings ist der Kirchenmusikdirektor oft nur ein von der Kirche zusätzlich verliehener Ehrentitel, während der Kantor eher im Sinne eines Berufs oder im Sinne einer gottesdienstlichen Funktion gesehen wird. Kantor wird von lateinisch „cantare“ - „singen“ abgeleitet und schließt die Funktion eines Vorsängers ein.
Als Chorpräfekt bezeichnet man in vielen größeren Chören (besonders Knabenchören) einen Assistenten des Chorleiters, der vielerorts auch Aufgaben als Assistenz-Chorleiter wahrnimmt.

## Film
- Unsere Herzen – Ein Klang, Dokumentarfilm von Torsten Striegnitz und Simone Dobmeier, Deutschland 2022